# 6359 Dubinin
6359 Dubinin (1977 AZ1) là một tiểu hành tinh nằm phía ngoài của vành đai chính được phát hiện ngày 13 tháng 1 năm 1977 bởi N. S. Chernykh ở Đài vật lý thiên văn Crimean.